# Joost van Ginkel
Pour les articles homonymes, voir Van Ginkel.
Joost van Ginkel, né à Wijk bij Duurstede (Pays-Bas) en 1971, est un réalisateur et scénariste néerlandais.

## Filmographie partielle

### Comme scénariste et réalisateur

#### Au cinéma
- 2008 : Zand
- 2011 : 170 Hz
- 2015 : The Paradise Suite

#### À la télévision
- 2004 : Rat, Ahoy! (court métrage télévisuel) - uniquement réalisation
- 2009 : Kus (court métrage télévisuel)
- 2012 : Toren C (série télévisée), épisode Het begin van het einde - uniquement réalisation